# 加々美正史
加々美 正史（かがみ まさし、1980年1月6日 - ）は、日本の俳優。東京都出身。身長175cm、血液型はB型。グッドラックカンパニーに所属していた。

## 来歴・人物
趣味はサッカー、サーフィン。特技は居合、殺陣、短距離走。

## 出演

### テレビドラマ
- ウルトラマンガイア（1998 - 1999年、TBSテレビ）ナカジ 役
- 19〜LAST TEENAGE SUMMER〜（2000年2月12日、中国放送）宇田カン 役
- 伝説の教師（2000年、日本テレビ放送網）
- ごくせん（2002年、日本テレビ放送網）
- 玄海（2003年、日本放送協会）沖田玄 役
- 爆竜戦隊アバレンジャー（2003年、テレビ朝日）ガイルトン / ミズホ 役
- 仮面ライダー剣（2004年、テレビ朝日）新名 役
- 永遠の君へ（2004年、フジテレビジョン）
- 愛のソレア（2004年、フジテレビジョン）
- 緋の十字架（2005年、フジテレビジョン）
- 相棒 Season 5 第8話（2006年、テレビ朝日）石黒信也 役
- スシ王子!（2007年、日本テレビ放送網）

### 映画
- スプリング☆デイズ
- 学校の怪人
- 自虐の詩
- 愛の言霊
- DEATH NOTE
- グリーンデイズ
- 陰詩

### 舞台
- 理由なき反抗

### ゲーム
- 428 〜封鎖された渋谷で〜 桐生洋司 役

### DVD
- ワイルド・タッチ3

### CM
- NTTドコモ